# Sankt Georgen (Freiburg im Breisgau)

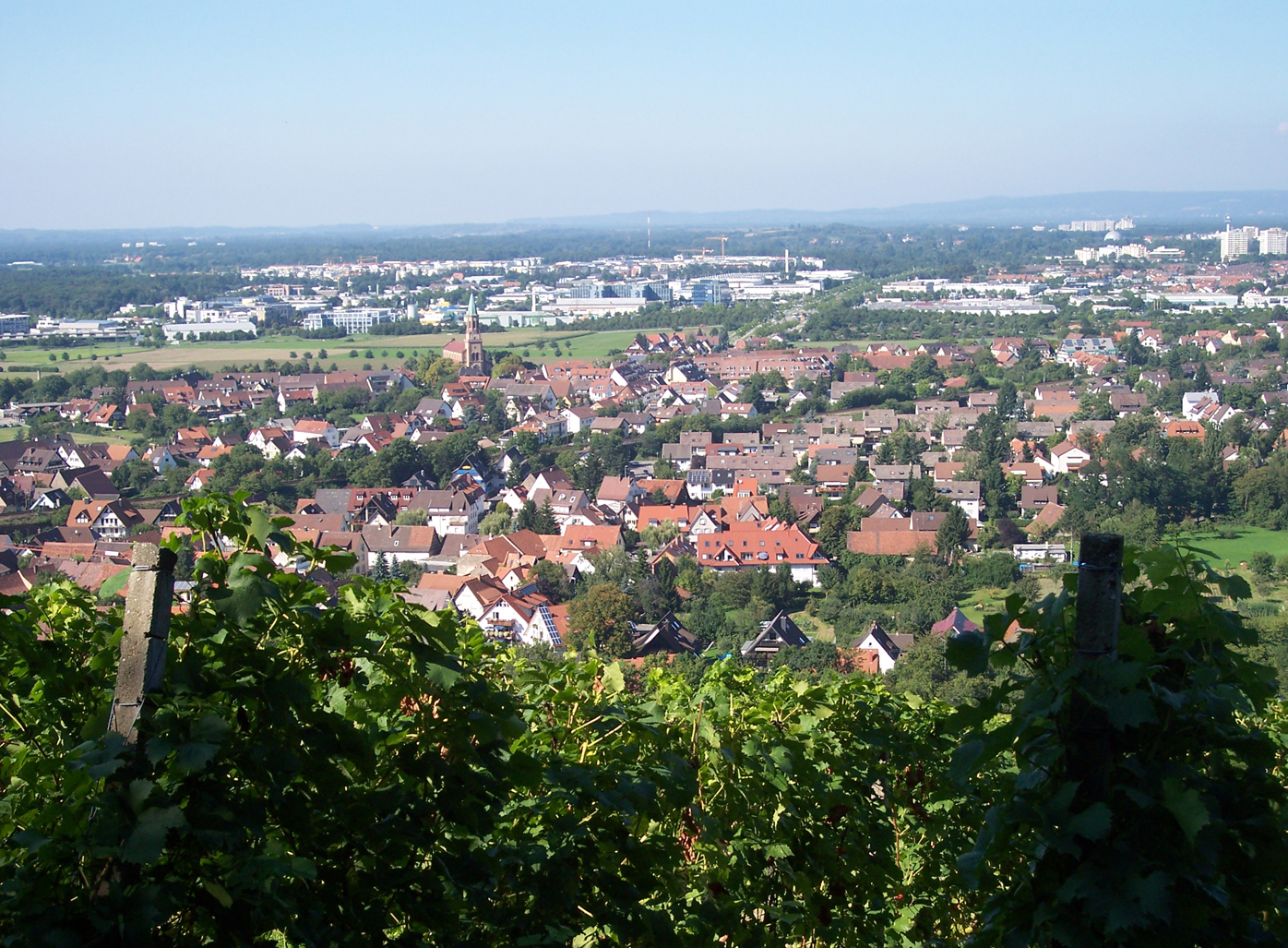
Blick vom Schönberg auf Sankt Georgen, im Hintergrund das Gewerbegebiet Haid

Sankt Georgen ist ein Stadtteil der Stadt Freiburg im Breisgau. Der aus den drei Dorfgemeinden Uffhausen, Wendlingen und Sankt Georgen gebildete Gemeindeverband Sankt Georgen im Breisgau war bis 31. März 1938 selbständig. Sankt Georgen wird im Süden vom zu Ebringen gehörenden Schönberg und im Südosten von der Gemeinde Merzhausen, nach Osten vom Freiburger Stadtteil Vauban, nach Nordosten vom Stadtteil Haslach und nach Nordwesten vom Stadtteil Rieselfeld begrenzt. Im Westen verläuft im Mooswald auf einer Linie zwischen dem Eugen-Keidel-Thermalbad und den Schlatthöfen die Gemarkungsgrenze zu den Tunibergstadtteilen Tiengen und weiter nördlich Opfingen. Im Südwesten grenzt die Gemarkung an die Gemeinde Schallstadt.
Sankt Georgen besteht aus den beiden Freiburger Stadtbezirken 621 St. Georgen Nord und 622 St. Georgen-Süd, deren Grenze die Hauptlinie der Rheintalbahn bildet.

## Wappen
Das Wappen der Verbandsgemeinde Sankt Georgen wurde vermutlich im 16. Jahrhundert verliehen und zeigt den Heiligen Georg als Drachentöter auf dem achtzackigen, roten Malteserkreuz.

## Geschichte
Erste Siedlungen im Gebiet der Gemeinde lassen sich bis ins 8. Jahrhundert vor Christus auf dem Grund des späteren Ortsteils Uffhausen nachweisen. Die Reste einer Straße und eines Brunnens aus römischer Zeit datieren etwa auf das Jahr 50 vor Christus. Ein in der Nähe liegendes römisches Gehöft bildete später den Kern eines Dorfes alemannischer Siedler. Diese Siedlung als Wendlingen am 26. Dezember 786 erstmals erwähnt gilt als die Keimzelle Sankt Georgens, dessen Ortsteil Uffhausen allerdings erst 873 schriftkundig wird. Beide Siedlungen liegen am Schönberg südlich der Landstraße nach Basel. Im Jahr 1178 wurde an dieser Straße eine Kirche dem Heiligen Georg geweiht. Ab 1306 regierte ein Vogt das Doppeldorf Wendlingen/Uffhausen, das 1302 erstmals unter dem Namen „Sankt Georgen“ erwähnt wird. Ab 1390 sind beide Orte ein Erblehen des Johanniterordens. Das Dorf ist landwirtschaftlich vor allem durch Weinbau und Holzwirtschaft geprägt.
Im Bauernkrieg beteiligten sich Einwohner von Uffhausen an der Belagerung Freiburgs im Jahre 1525. Bei den Kampfhandlungen wurden beide Dörfer wegen ihrer exponierten Lage stark beschädigt, die oberhalb Uffhausens liegende Schneeburg wurde zerstört und in den folgenden Jahren abgetragen. Im Dreißigjährigen Krieg hatte Franz von Mercy 1644 seine kaiserlich-bayrische Truppen auf dem Gebiet St. Georgens stationiert. Deshalb lagen bei den kriegerischen Auseinandersetzungen um Freiburg besonders bei den Kämpfen am Schönberg die beiden Dörfer mitten im Kampfgebiet. Bei den Kämpfen litten die Bevölkerung und die Bauten so stark, dass es am Ende des Krieges praktisch keine Besiedlung mehr gab. In den folgenden Jahren wurde Sankt Georgen wieder aufgebaut und wuchs relativ langsam zu einem Siedlungsbereich zusammen. Im 18. Jahrhundert setzt sich nach und nach der Name St. Georgen durch.
Als Lehen des Johanniterordens fiel mit der Säkularisation durch Napoleon Bonaparte Sankt Georgen 1806 an das Großherzogtum Baden. Einen leichten wirtschaftlichen Aufschwung erfuhr der Ort im Jahre 1859 durch die Anbindung an die Eisenbahnlinie Freiburg-Schliengen mit einem Haltepunkt.

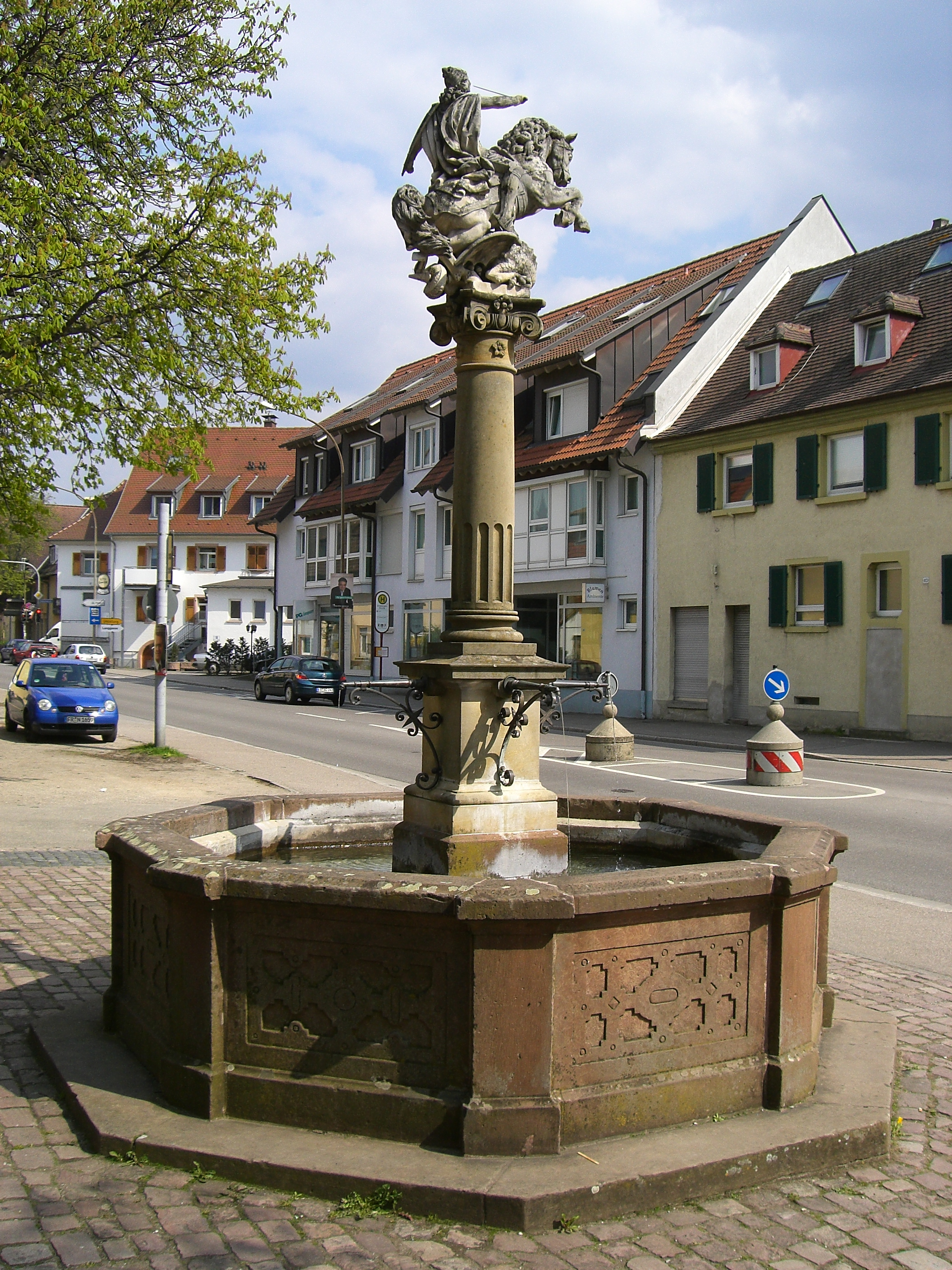
Georgsbrunnen (1895)

Das Wachstum Freiburgs in Richtung Westen erzeugte zunehmend Spannungen mit St. Georgen. So zwangsenteignete Freiburg 1890 Teile des Gemeindewaldes, das Rieselfeld und Privateigentum St. Georgener Bürger, um die Gelände der Stadt anzugliedern. Bald danach folgte der Bau der Wasserleitung, an den der Georgsbrunnen aus dem Jahr 1895 erinnert. Julius Seitz schuf ihn nach dem Vorbild des Georgsbrunnens in Rothenburg ob der Tauber.
Der Bau einer Gütereisenbahnlinie im Jahre 1905, der den Ortsteil Wendlingen durchtrennte, rief den energischen Protest der Bürger hervor. Auf Basis der nationalsozialistischen Wirtschaftsplanung wurde 1936 am Schönberg ein wenig ertragreicher Eisenerzabbau begonnen und 1936 die Schlageter-Kaserne auf dem Gebiet des heutigen Vauban eröffnet. Mit ihrem Bau wuchsen Freiburg und Sankt Georgen endgültig zusammen, worauf der Gauleiter Badens, Robert Wagner, 1937 die Angliederung der Gemeinde an die Stadt Freiburg verfügte. Diese wurde nach einem erfolglosen Protest vor dem Badischen Staatsgericht am 1. April 1938 vollzogen. Die Stadt Freiburg ließ einen Großteil des Sankt Georgener Forstes zu Gunsten der Stadtkasse einschlagen. Nach dem Krieg wurde das Kasernengelände von französischen Truppen genutzt.
Sankt Georgen, vor der Eingemeindung mit etwa 3000 Einwohnern und einer Gemarkungsfläche von 1620 ha größte Gemeinde des damaligen Landkreises Freiburg, entwickelte sich zu einem Vorort Freiburgs. Auf ehemaligen Landwirtschaftsflächen entstanden neue Wohn- und Gewerbeflächen, wodurch die Einwohnerzahl wuchs. 1955 gründeten die Protestanten in St. Georgen die evangelischen Lukasgemeinde als eigenes Kirchengemeindezentrum am Mettweg. Das Mineral-Thermalbad wurde 1978 erbaut und nach dem früheren Freiburger Oberbürgermeister Eugen Keidel benannt. Im Kurbezirk im Mooswald entstanden weitere medizinische Einrichtungen. Der Ausbau des Gewerbegebiets Haid brachte einen wirtschaftlichen Aufschwung in den Freiburger Südwesten. Trotz seiner 12.000 Einwohner erhielt St. Georgen auf Wunsch der örtlichen Bürgervereine keinen direkten Anschluss an das Freiburger Straßenbahnnetz – die Straßenbahn endet an der Munzinger Straße und seit 2006 an der Innsbrucker Straße.
St. Georgen feierte sein 1200-jährige Jubiläum Im Jahre 1986 mit einer Festwoche und einem Festumzug. Organisatoren waren die „12 Apostel“ des ehrenamtlichen Festkomitees unter Leitung von Gerolf Kniehl. Die Stadt Freiburg ließ aus Anlass des Jubiläums verschiedene Sankt Georgener Bauten wie die Festhalle (Sanierung) und die historische Peter-und-Paul-Kapelle restaurieren. Nach einer einjährigen Umbauzeit wurde am 6. Juni 1998 das Schwimmbad in der Häge zu seiner 68. Badesaison wieder in Betrieb genommen, nachdem ursprünglich eine Schließung geplant war. Es zählt zusammen mit zwei Beach-Volleyball-Spielplätzen zu den beliebtesten Freizeiteinrichtungen im Freiburger Süden.
Im September 1998 eröffnete der damalige Erste Bürgermeister, Sven von Ungern-Sternberg (CDU) und Gerdi Staiblin, die Landwirtschaftsministerin von Baden-Württemberg, den ersten Bauernmarkt auf dem Kirchplatz der Kirche St. Peter und Paul in Uffhausen. Diesem folgte ein Jahr später der zweite Bauernmarkt im Wohnquartier Vauban. Beide Märkte werden vom Bauernmarktverein St. Georgen e. V. ehrenamtlich organisiert.
Das auf dem ehemaligen Kasernengelände errichtete Stadtviertel Vauban wurde zum 1. Januar 2008 aus St. Georgen ausgegliedert und wird seither als eigener Stadtteil geführt.
2010 konnte der Bürgerverein St. Georgen sein 60-jähriges Bestehen feiern.
Ende 2012 wurde bekannt, dass die Stadt Freiburg die Errichtung eines neuen Stadtteils von etwa 160 ha auf bisher landwirtschaftlich genutzten Flächen am südwestlichen Rand der St. Georgener Bebauung erwägt, weil das Bevölkerungswachstum in der Stadt weiter anhält und Wohnraum knapp wird; um das damit verbundene Ansteigen der Mieten und Kosten bei der Bildung von Wohneigentum zu bremsen, müssen neue Wohnbauflächen im Stadtgebiet gefunden werden. Durch den Bürgerentscheid für den neuen Stadtteil Dietenbach nördlich vom Rieselfeld wurden die Überlegungen vorerst hinfällig.

## Infrastruktur

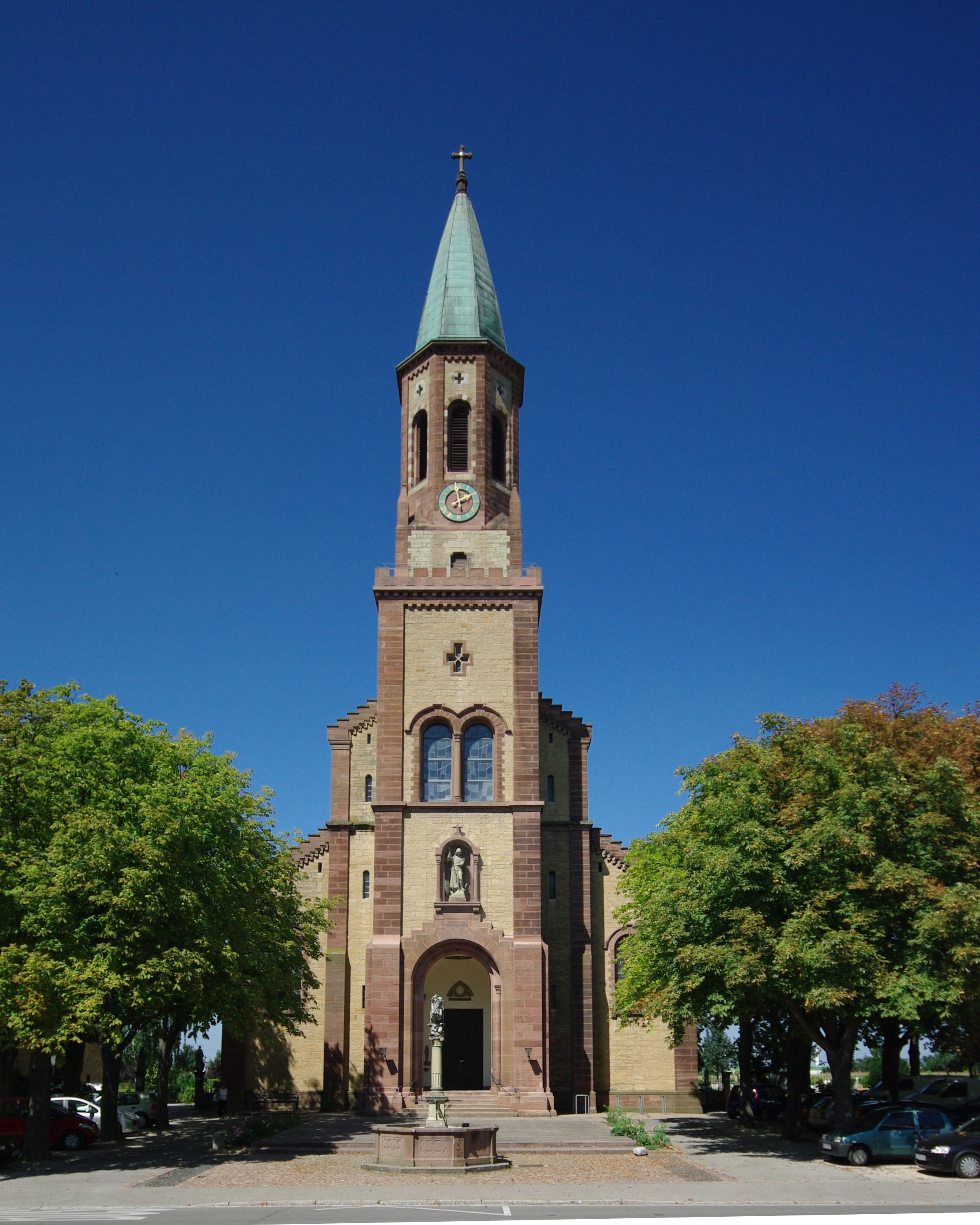
Katholische Kirche St. Georg

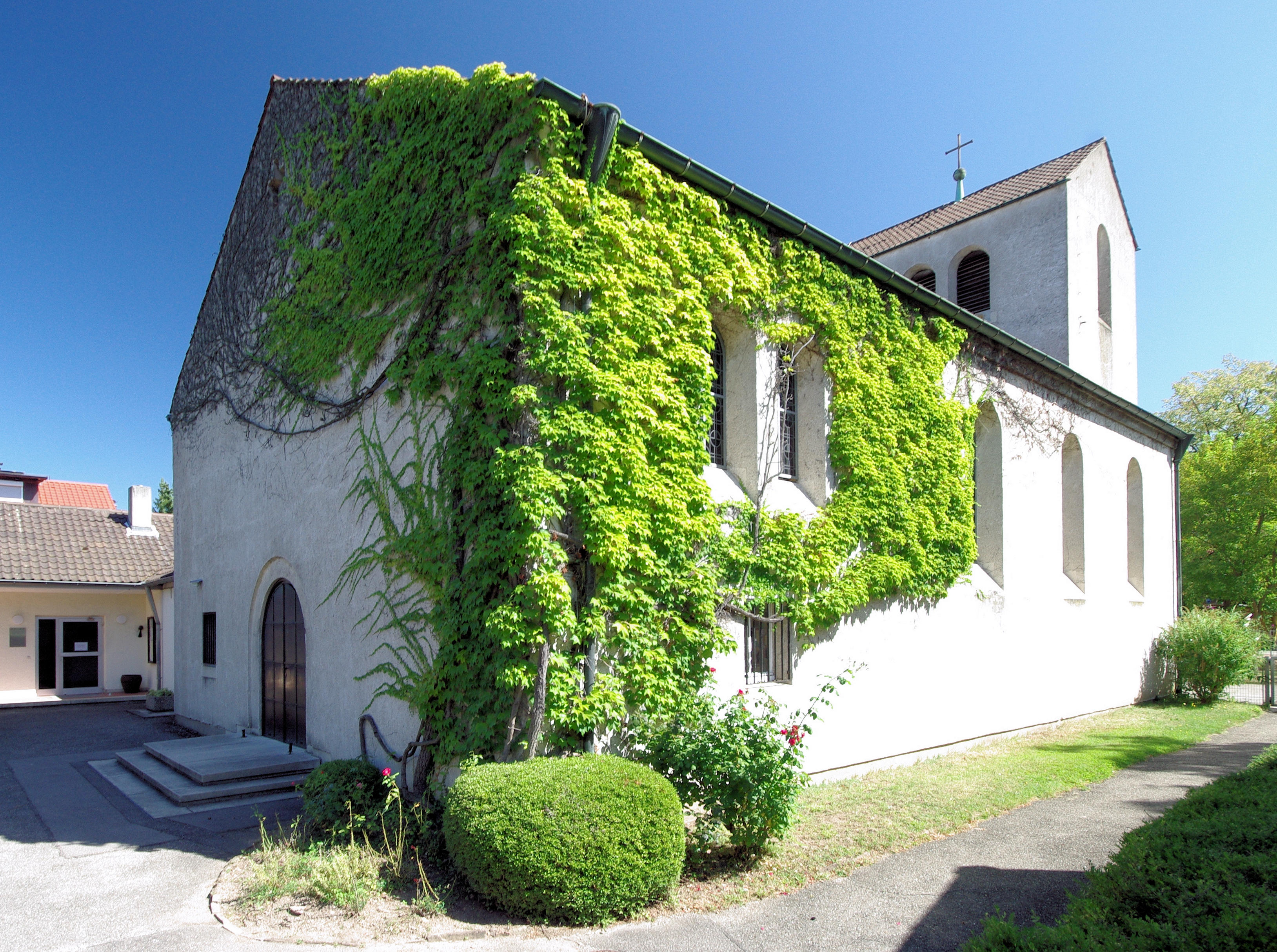
Evangelische Lukaskirche

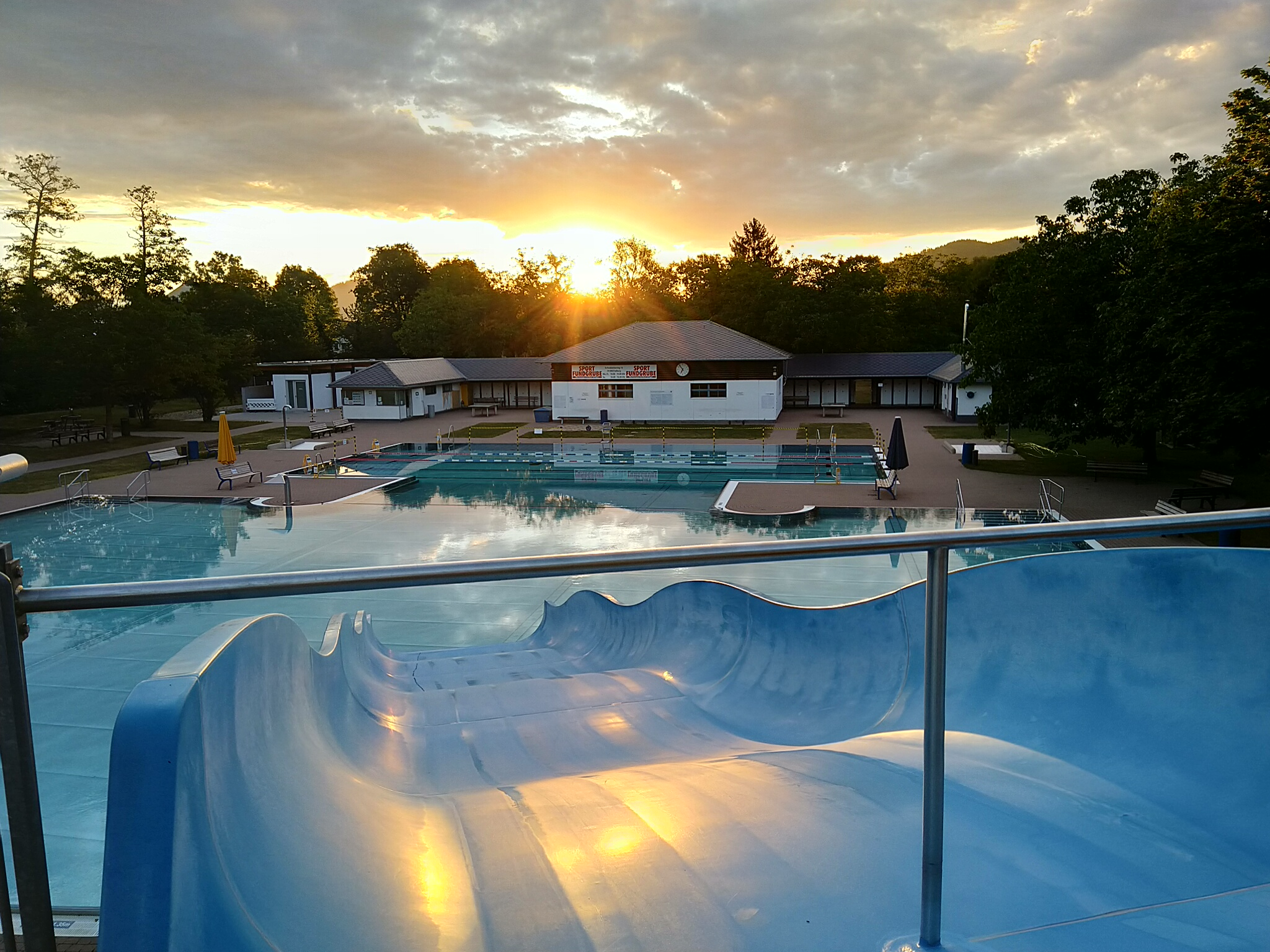
Freibad – St. Georgen

Die Geschäftswelt im alten Ortszentrum Sankt Georgens verwaiste durch die enge Anbindung an die Großstadt Freiburg und das Gewerbegebiet Haid recht stark, sodass lediglich ein Subzentrum in der Blumenstraße noch vorhanden ist. Die Buslinien 11 und 14, die Straßenbahnlinie 3 (Munzinger Straße) und Straßenbahnlinie 4(Endhaltestellen: Innsbrucker Straße) sowie die Bahnstation Freiburg-St. Georgen der Rheintalbahn gewährleisten eine Anbindung in alle Richtungen. Mit der Umwandlung der Güterumgehungsbahn in eine S-Bahn ist die Errichtung eines zusätzlichen Haltepunktes an der Güterumgehungsbahn auf Höhe des Hartkirchweges angedacht. Daneben ist eine Verschiebung des bestehenden Haltepunktes an der Rheintalbahn auf die Höhe der Straßenbahnhaltestelle Innsbrucker Straße mit entsprechender Anbindung möglich.
Im Gewerbegebiet Haid haben sich Supermärkte sowie Elektrofach- und Baumärkte niedergelassen.
In St. Georgen bestehen sechs Stationen des Fahrradverleihsystems Frelo, vier davon im zu St. Georgen gehörenden Gewerbegebiet Haid. Der Güterbahnradweg FR 2 verbindet St. Georgen mit den westlichen Stadtteilen Haslach-Haid, Weingarten, Betzenhausen und Mooswald. Mit dem FR 3 besteht eine Verbindung nach Haslach-Schildacker und Haslach-Gartenstadt, den Stühlinger und zur Innenstadt. Am nördlichen Rand verläuft der FR 6 in die Unterwiehre und weiter zum Institutsviertel. Der westliche Bereich von St. Georgen soll durch den Radschnellweg nach Bad Krozingen entlang der Basler Landstraße und der Uffhauser Straße mit Haslach-Egerten und der Innenstadt verbunden werden. Im Oktober 2023 wurde dafür die Uffhauser Straße auf eine Fahrspur pro Richtung für den Kfz-Verkehr reduziert und der freiwerdende Platz für den Radverkehr verwendet.
Die Bundesstraßen 3 und 31 verbinden Sankt Georgen mit der Freiburger Innenstadt beziehungsweise der Bundesautobahn 5 Karlsruhe-Basel. Seit Ende 1987 führen sie nicht mehr über die Basler Landstraße, sondern eine Umgehungsstraße.
Sankt Georgen verfügt über zwei Grundschulen, eine Hauptschule, ein Gymnasium und eine Waldorfschule. Es existiert bereits seit 1930 ein Freibad; es wurde nach engagierter Demonstration des Bürgerwillens nicht geschlossen, sondern erheblich modernisiert. Als einziger der vor der Gebietsreform in Baden-Württemberg (ab 1968) eingemeindeten Stadtteile gibt es in St. Georgen ein Gemeindesekretariat als Außenstelle des Freiburger Bürgeramts, wo einfache Verwaltungsangelegenheiten ortsnah erledigt werden können.
Am Dorfbach an der Grenze zum Vauban liegt seit 1998 der von einem Verein getragene Kinderabenteuerhof. Auf dem 11.000 Quadratmeter großem, teilweise barrierefreien Gelände finden sich tier-, natur-, handwerk- und erlebnispädagogische Angebote.
Besonders nach Süden und Westen ist Sankt Georgen von Wald umgeben, der mit Wanderwegen als Naherholungsgebiet gelten kann. Ebenfalls vorhanden sind bis heute Weinberge am Westrand des Schönbergs, die zum Teil noch Mitgliedern der Winzergenossenschaft Freiburg-Sankt Georgen gehören. Die Winzergenossenschaft Freiburg-Sankt Georgen hat 2006 mit der benachbarten WG Wolfenweiler fusioniert; auch von dort wird es weiter eine Auswahl an Weinen von der Lage „Steinler“ geben. Daneben gibt es in St. Georgen auch einige private Weingüter. Die St. Georgener Weine gehören zum Bereich Markgräflerland des Weinanbaugebietes Baden.

## Leben
St. Georgen verfügt im Kern noch über eine ländliche Atmosphäre, welche auch in verschiedenen Vereinen zum Ausdruck kommt. Das Stadtbild ist von Einfamilienhäusern aus der Zeit nach dem Zweiten Weltkrieg geprägt, während nur noch das alte Rathaus in der Blumenstraße und wenige Gebäude in den alten Dorfkernen historisch sind. Ende des 19. Jahrhunderts wurde die alte Dorfkirche, die romanische Hardkirche, abgerissen und durch eine „moderne“, wesentlich größere Kirche im Stil der Neuromanik ersetzt. Wahrzeichen Sankt Georgens sind neben der Schönbergkulisse die Kirchtürme von St. Peter und Paul in Uffhausen (1967–1969) und von St. Georg am südlichen Ortseingang sowie die historische Kapelle Peter und Paul im Kapellenwinkel.
Jeweils Mitte Mai finden seit 1977 die St. Georgener Weintage im Breisgau statt. Es findet ebenfalls jährlich eine Reiterprozession, der „Georgsritt“, mit Pferdesegnung durch den katholischen Ortspfarrer zur Erinnerung an den Namenspatron Georg statt, der auch in Freiburg als Stadtpatron gilt und dort auf der Außenseite des Schwabentors dargestellt ist.